# Konikowo (Gołdap)
Konikowo [kɔniˈkɔvɔ] (deutsch Kleeberg) ist ein kleiner Ort in der polnischen Woiwodschaft Ermland-Masuren, der zur Stadt- und Landgemeinde Gołdap (Goldap) im Kreis Gołdap gehört.
Konikowo liegt im Nordosten der Woiwodschaft Ermland-Masuren, drei Kilometer südlich der Kreisstadt Gołdap an der polnischen Woiwodschaftsstraße 650, der früheren deutschen Reichsstraße 136. Der kleine und damals noch Kleeberg genannte Ort wurde vor 1945 lediglich aus einem großen Hof gebildet und war in die Stadtgemeinde Goldap im Kreis Goldap innerhalb des Regierungsbezirk Gumbinnen der preußischen Provinz Ostpreußen integriert.
Seit Zugehörigkeit zu Polen als Kriegsfolge im Jahre 1945 ist der jetzt Konikowo genannte Ort verselbständigt und Sitz eines Schulzenamtes (polnisch: Sołectwo) innerhalb der Stadt- und Landgemeinde Gołdap im Powiat Gołdapski in der Woiwodschaft Ermland-Masuren.
Kirchlich war Kleeberg bzw. ist Konikowo damals wie heute im Blick auf die evangelische als auch katholische Kirche nach Gołdap orientiert.